# Skatteministeriet
Das Skatteministeriet ist das Steuerministerium des Königreichs Dänemark. Es hat seinen Sitz an der Nicolai Eigtveds Gade 28 in der Hauptstadt Kopenhagen und wird seit dem 29. August 2024 von Rasmus Stoklund (Socialdemokraterne) geleitet.

## Geschichte
1902 wurden das Generaldirektorat für Zollwesen und ein Steuerdepartement, welches das direkte Steuerwesen wahrnehmen sollte, gegründet.
In den Jahren nach dem Staatssteuergesetz von 1903 und dem Zollgesetz von 1908 befand der Staat, dass das Steuer- und Zollwesen seine eigentliche Domäne sei und so wurde das Generaldirektorat den ministeriellen Departements untergeordnet. Deshalb wurde das Generaldirektorat 1919 in Departement für Zoll und Verbrauchsabgaben umbenannt, weswegen es zwei Departements gab.
Bis zum 13. Februar 1975 gehörten das Steuer- und das Zolldepartement dem Finanzministerium an, dann wurde das Steuer- und Abgabenministerium (Skatte- og Afgiftsministeriet) gegründet, ab 1987 hieß es nur noch Steuerministerium.